# Valkyria Chronicles 4
Valkyria Chronicles 4 — тактическая ролевая игра, разработанная и выпущенная Sega, в сотрудничестве с Media.Vision. Она была выпущена в Японии на PlayStation 4 в марте 2018 года. Всемирный релиз, а также версии для Xbox One, Nintendo Switch и Microsoft Windows вышли в сентябре 2018 года.

## Игровой процесс
Игровой процесс не претерпел множества изменений. Была улучшена графика, добавлен класс таких бойцов как миномётчики, который отсутствовал в оригинальной игре. Теперь танки используют 1 CP вместо 2 CP.
Снежный крейсер, который во второй части игры является штаб-квартирой тоже можно улучшать.
Добавлена «Система храбрости» — когда управляемого игроком персонажа подстреливают, есть шанс того, что он приподнимется и включится таймер с двумя вариантами действий «Воодушевить» и «Бороться». Если игрок выбирает «Воодушевить», то управляемый персонаж падает без сознания, возвращая 1 CP и повышает мораль близлежащих союзников. Если игрок выбирает «Бороться», то персонаж встаёт с полностью восстановившейся шкалой движения и возможностью совершить действие, в это время он невосприимчив к урону. После совершения действия или завершения хода, персонаж переходит в состояние «без сознания».

## Сюжет
Клод Уоллес и его друзья детства Кай Шулен и Раз вступают в армию Федерации, чтобы сражаться с Империей во Второй Европейской войне, чтобы защитить свою родную страну Галлию и отомстить имперскому нападению на их родной город Хафен. Однако во время тренировок Кай таинственным образом исчезает, оставляя свою сестру Лину занять его место в роли «Кая». Клод, Раз и Лина могут пройти обучение и присоединиться к элитному корпусу рейнджеров, причём Клод назначен командующим «Отрядом Е».
«Отряд Е» затем информируется о том, что Империя имеет превосходство, захватывая большую часть территории Федерации, а также инициируя вторжение в Галлию. Лидеры федерации решают направить все свои ресурсы на операцию «Северный крест», массированное наступление с целью продвижения прямо в имперскую столицу Шварцград. Операция вначале была успешной, и «Отряд Е» удалось прорваться через территорию Империи. По пути к ним присоединяется ещё один друг детства, Райли Миллер. Райли изначально не доверяет Клоду из-за того, что он сбежал во время пожара на фабрике, который убил семью Райли, но в конечном итоге принимает его как командира, когда Клод доказывает свою ценность в качестве лидера. «Отряд Е» продолжает наступление, преодолев линию Зигвала, последнюю линию обороны Шварцграда. По пути они сражаются с элитным танковым подразделением Аусбрух, возглавляемым Клаусом Вальцем, который считает Клода достойным соперником. Однако, несмотря на ранний успех Федерации, зима наступает раньше, чем ожидалось, останавливая неподготовленные силы Федерации. Охваченные снегом и холодом и ослабленные растянутыми линиями снабжения, силы Федерации быстро разбиты массированной имперской контратакой. «Отряд Е» вынужден бежать на побережье, где его спасает трио высокотехнологичных снежных крейсеров Федерации; массивных военных кораблей, которые могут путешествовать по льду Кристального моря.
После прибытия на борт одного из крейсеров, Центуриона, капитан Морген назначает Клода защищать военный корабль, поскольку флот выполняет операцию «Лебедь» — план действий в чрезвычайных ситуациях для нападения на Шварцград с моря в случае неудачи операции «Северный крест». Вернувшись в столицу, Вальц обнаруживает, что имперское командование решило, что они виноваты в падении Зигвала, и их подразделение должно было быть расформировано. Однако Генрих Белгар, глава Имперского научного совета и командир Х-0, обратился к Вальцу с предложением: присоединиться к Х-0 в погоне за судами Федерации, уже в качестве его личной армии. Вальц относится к этому скептический, но в конечном счёте соглашается вступить под командование X-0. Белгар поручает Вальцу перехватить и захватить флот Федерации и знакомит его с главным стратегическим директором, Форсети и Валькирией Кримарией. Форсети ведёт атаку на флот, побуждая «Отряд Е» ответить, но Кримария вмешивается против приказа Форсети, и она теряет контроль над своими силами, уничтожая один из крейсеров и нанося серьёзный урон Центуриону, прежде чем он уйдёт с линии атаки. Форсети в ярости, поскольку их миссия состояла в том, чтобы захватить крейсеры в целости и сохранности, и он сообщает Вальцу, что он посадил свою сестру в качестве шпиона на борту Центуриона, чтобы отслеживать его движения. Затем Вальц становится свидетелем того, что Кримария плохо умеет контролировать свои способности, и начинает проявлять к ней симпатию.
Тем временем, команда Центуриона пытается устранить повреждения, нанесённые их кораблю, но его главный реактор отключён, что заставляет корабль работать на резервном двигателе, на малых оборотах. В то же время Райли обнаруживает в машинном отделении молодую девочку по имени Энжи, которая не помнит как она здесь оказалась и экипаж предполагает, что она пробралась на корабль тайком во время одной из операций по освобождению деревень, которые находились на островах Кристального моря. «Отряд Е» начинает испытывать симпатию к Энжи, поскольку она дружит со всеми. Во время рейда на имперскую базу снабжения Энжи пробирается на БТР, который следует на берег и на набережной встречает Кримарию, которая понимает, что Энджи тоже Валькирия. Также выясняется, что Форсети — настоящий Кай, теперь работающий на Империю и манипулирующий Линой, чтобы она шпионила для него. Лина решает разорвать отношения с Форсети, объявив что её брат мёртв. Затем Клод получает сообщение, что третий корабль флота находится под атакой. Несмотря на то, что они знают, что это ловушка, «Отряд Е» пытается спасти корабль, но он самоуничтожается, создавая мощный взрыв. Зная, что Центурион не может избежать взрыва, если пойдёт на полной скорости, Энджи помещает себя в реактор, раскрывая тем самым для большей части экипажа что она является источником энергии главного реактора. Капитан Морген оказывается ранен во время боя, в лазарете он рассказывает Клоду истинное предназначение операции Лебедь. Реакторы, которые приводят в действие снежные крейсеры, используют энергию, выделяемую Валькирией, которая находится внутри специальной камеры. Кроме того, реакторы также являются оружием, которое называется «Валькирийской бомбой», достаточно мощной, чтобы уничтожить целый город. Истинная цель операции Лебедь — не захватить Шварцград, а полностью уничтожить его с помощью бомбы, принудив Империю к миру.
Клод, приказом Моргена, становится временным капитаном Центуриона, и он неохотно приступает к выполнению задания. Вальц, Кримария и остатки Аусбрух пытаются остановить его, но терпят поражение. Кримария снова теряет контроль над своими силами после того, как подумала, что Вальц был убит взрывом его танка, но он появляется и помогает ей успокоиться, обещая ей, что они будут жить счастливо вместе после войны. Центурион продолжает движение к Шварцграду, но попадает в ловушку Форсети. Раз жертвует собой, чтобы отключить ловушку, и корабль продолжает движение, врезаясь в береговую стену и доезжая почти до самого центра Шварцграда. Форсети пробирается на корабль, намереваясь спасти Энжи, так как он ранее был частью секретной программы Федерации по поиску Валькирии для экспериментов с реакторами снежных крейсеров и для разработок «Валькирийской бомбы», и его вина побудила его покинуть Империю. Лина стреляет и убивает Форсети, прежде чем он сможет добраться до реактора. Затем Клод готовится взорвать «бомбу А2» (подразумевается Angie), но Империя предлагает Федерации прекратить огонь, объявив перемирие и завершить войну без явного победителя. Белгар игнорирует прекращение огня и нападает на Центурион, одержимый захватом его реактора. «Отряд Е» нападает на огромную подводную лодку «Оркинус Магнус», выводя из строя её гарпуны, которыми Белгар собирался утащить Центурион подальше от столицы и «Отряда Е». Генрих вступает в финальный бой на своём танке-амфибии «Лофиусе», во время боя он признаётся себе что убил отца Райли, бывшего ему другом, потому что он не согласился принять участие в превращении рагнида в супероружие, при помощи которого Белгар мечтал достичь звёзд. Проиграв последнюю битву «Отряд Е» наконец может заняться Центурионом, но он сильно повреждён и начинает тонуть. Клод на танке предпринимает попытку пробраться на корабль и спасти Энжи и Райли.
Когда Клод, Энжи и Райли успевают покинуть корабль по обломившейся части палубы, они обращают свои взгляды на Центурион, который начал идти ко дну. Все оставшиеся в живых бойцы «Отряд Е» и персонал судна отдают честь кораблю.
После этого Вторая Европейская война заканчивается тем, что ни Федерация, ни Империя не добились решительной победы, объявив перемирие, но все рады возвращению мира. Вальц счастливо живёт с Кримарией в своём родном городе. «Отряд Е» расформирован, и выжившие теперь преследуют свои собственные интересы, но многие, вместе с Клодом и Райли возвращаются в Хафен, чтобы восстановить фабрику Райли и жить в мире.

## Разработка
Игра была разработана Кэйем Миками, который участвовал в создании Valkyria Revolution, и режиссёром Кохэйем Ямаситой. Саундтрек к игре был написан композитором серии Хитоси Сакимото с основной темой «Light Up My Life», написанной Шило и написанной и исполненной Май Кураки.
Разработка началась примерно в конце 2015 года, после того как Ямасита завершил планирование проекта. С самого начала у разработчиков была цель собрать всемирную аудиторию для серии Valkyria Chronicles с концепцией возврата к стилю оригинальной игры Valkyria Chronicles, опираясь на разработки из более поздних игр серии: тогда как игра для PlayStation Portable — Valkyria Chronicles II была разработана специально для японской аудитории в связи с популярностью платформы в этом регионе, с «фантастическими» персонажами и школьной обстановкой. Valkyria Chronicles 4 использует более приземлённую военную обстановку с персонажами, предназначенными для ощущения себя настоящими люди.
При подготовке к игре команда разработчиков изучила записи войск Второй мировой войны и использовала их в качестве справочного материала. В рамках проекта разработчики начали разработку Valkyria Chronicles: Remastered для PlayStation 4, чтобы позволить игрокам испытать игровой процесс основной серии на современной платформе. Миками заявляет, что игра затрагивает то, что происходило с остальной Европой во время войны. Для японского релиза был выпущен пакет загружаемого контента, посвящённый юбилею серии, который включает в себя компакт-диск со звуковым сопровождением из 25 треков, включающий музыкальные треки из всех четырёх игр.

### Рекламная кампания
Чтобы продвинуть релиз игры в Японии, Sony выпустила ограниченную серию игровых консолей PlayStation 4, посвящённых игре.

## Интересные факты
Все названия миссий «Истории отряда» являются отсылками на популярные боевики и военные фильмы.
Многие названия городов, расположенных на игровой карте — это названия реальных городов, но они и не имеют ничего общего с реальными городами.

## Отзывы и критика
| Сводный рейтинг       | Сводный рейтинг                      |
| Агрегатор             | Оценка                               |
| --------------------- | ------------------------------------ |
| GameRankings          | - (PS4) 84,84 % - (NS) 81,55 %       |
| Metacritic            | (NS) 82/100 (PC) 84/100 (PS4) 85/100 |
| Иноязычные издания    |                                      |
| Издание               | Оценка                               |
| Destructoid           | 8/10                                 |
| Game Informer         | 9/10                                 |
| GameSpot              | 8/10                                 |
| IGN                   | 8,7/10                               |
| Nintendo Life         | [ 19 ]                               |
| Push Square           | 9/10                                 |
| Screen Rant           | [ 21 ]                               |
| TrustedReviews        | [ 22 ]                               |
| Русскоязычные издания |                                      |
| Издание               | Оценка                               |
| «Игры Mail.ru»        | 8/10                                 |

Valkyria Chronicles 4 имеет совокупные оценки 82/100 для Switch, 84/100 для ПК и 85/100 для PS4 на Metacritic, что означает «в целом благоприятные отзывы».

### Продажи
Во время своего первого мартовского релиза для PS4, в первые три недели в Японии было продано 76 778 физических копий. После выхода на Switch в сентябре игра была продана в количестве 5596 физических копий в течение первой недели в Японии.

### Награды
Игра была номинирована на «Best Strategy Game» на The Game Awards 2018, и на «Strategy Title of the Year» на Australian Games Awards, и получила награду за «Game, Franchise Role Playing» на «National Academy of Video Game Trade Reviewers», в то время как другая её номинация была для «Game, Franchise Role Playing».